# Carpophage des Salomon
Gymnophaps solomonensis
Espèce
Statut de conservation UICN

 LC  : Préoccupation mineure
Le Carpophage des Salomon (Gymnophaps solomonensis) est une espèce d'oiseau appartenant à la famille des Columbidae. Il est endémique dans les îles Salomon.